# تحت فشار (مجموعه تلویزیونی)
زیرِ اسلحه، تحت فشار یا تحت سلطه (کره‌ای: 언더더건) مجموعه تلویزیونی ساخت کره جنوبی است که از ۱۲ آوریل ۲۰۲۴ همزمان از کانال‌های لایف‌تایم و ای‌اکس‌ان پخش شد. موضوع اصلی این سریال دربارۀ پوکر هلدم است که جوانی، عشق و عناصر تاریک را با هم ترکیب می‌کند.
این سریال توسط ویو در ۱۶ منطقه از جمله هنگ کنگ، آسیای جنوب شرقی، خاورمیانه و آفریقای جنوبی در دسترس است. در تایوان، فرایدی ویدئو حق پخش ویو را خرید و از ۱۳ آوریل هر شنبه آن را پخش کرد.

## بازیگران

### نقش اصلی
- بک جو-هو در نقش گو گان
- جو سو-مین در نقش چا سه-یونگ
- سو جی-وون در نقش جو ته-ها